# In Blue (Klaus Schulze)
In Blue è il trentunesimo album del musicista e compositore tedesco Klaus Schulze.
Registrato nei Moldau Music Studio tra il novembre e il dicembre del 1994, la prima versione dell'album è stata pubblicata nel formato di doppio CD nel febbraio del 1995.
Il brano Return of the Tempel è stato inciso con il contributo del chitarrista degli Ash Ra Tempel (gruppo nel quale lo stesso Schulze ha militato negli anni '70) Manuel Göttsching.
Nel 2005, l'album è stato ristampato con l'aggiunta di un terzo CD contenente tre tracce di materiale live, la seconda delle quali, Return Of The Tempel 2, registrata durante un concerto del 1997 tenutosi presso la berlinese "Radio 1", con la partecipazione di Manuel Göttsching alla chitarra .

## Tracce

### CD 1
Tutte le musiche sono state composte da Klaus Schulze
1. Into the Blue – 78:25

### CD 2
1. Return of the Tempel – 44:38
2. Serenade In Blue – 34:19

### CD 3 (solo nella ristampa del 2005)
1. Musique Abstract (registrata live nel 1994) – 7:02
2. Return of the Tempel 2 (registrata live nel 1997 insieme a Manuel Göttsching) – 44:38
3. Out of the Blue 2 (registrata live nel 1983) – 32:20

## Musicisti
- Klaus Schulze - Tastiere, Sintetizzatori, Elettronica
- Manuel Göttsching - Chitarra (nei brani 2 e 5)